# Religiosi dies
Religiosi dies — в римском календаре дни, почему бы то ни было признанные несчастливыми.
В эти дни избегали совершать и особенно начинать какие-либо дела и акты политического, юридического и религиозного характера (например, браки), а также предприятия общественные и частные (например, начинать войну, отправляться в путешествие). К числу dies religiosi относились дни, посвященные культу подземных богов и памяти умерших, а также дни, посвященные культу Весты, и дни, в которые Салии совершали свой ход по городу.
К dies religiosi относились также так называемые dies atri (черные дни) или dies vitiosi (ошибочные дни), ознаменованные каким-либо печальным историческим воспоминанием (например, годовщина битвы при Аллии, 18 июля), а также дни, следовавшие за календами, нонами и идами.